# Indosmodicinus
Indosmodicinus es un género de arañas cangrejo de la familia Thomisidae. Contiene una sola especie, Indosmodicinus bengalensis. La especie fue descrita por Sen, Saha & Raychaudhuri en 2010.
Aparece registrado en una sección de la publicación A new spider genus of the tribe Smodicinini (Araneae: Thomisidae) from India. Munis Entomology and Zoology 5: 344-349 de 2010.

## Distribución
Se distribuye por Asia, en China e India.